# Sơn Tây
Sơn Tây är en stad i Vietnam och tillhör stadsprovinsen Hanoi, från att tidigare ingått i provinsen Ha Tay som upptogs av Hanoi den 1 augusti 2008. Folkmängden uppgick till cirka 145 000 invånare vid folkräkningen 2019, varav lite mer än hälften bodde i själva centralorten.